# Гуардуччи, Федерико
Федери́ко Гуарду́ччи (итал. Federico Guarducci; 10 ноября 1851, Борго-Сан-Лоренцо — 6 февраля 1931, Болонья) — итальянский геодезист.

## Биография
Родился 10 ноября 1851 в Борго-Сан-Лоренцо, ныне провинция Флоренция. В 1873 году окончил Пизанский университет, получив профессию топографа. С 1876 по 1903 годы служил в Военном географическом институте во Флоренции. Затем вплоть до выхода на пенсию в 1927 году был профессором теоретической геодезии и геодезической астрономии в Болонском университете. 
Сыграл заметную роль в создании итальянского кадастра и системы триангуляций. Принимал участие во многих экспедициях на территории Италии, а также на Мальте и в Африке. Был членом нескольких научных сообществ, в частности Итальянской геодезической комиссии, Академии дей Линчеи и Болонской академии наук. Скончался в Болонье 6 февраля 1931 года.